# C/2009 J8 (SOHO)
C/2009 J8 (SOHO) – kometa jednopojawieniowa odkryta na zdjęciach SOHO przez Michała Kusiaka. Została odkryta 9 maja 2009 roku. Należy do grupy komet Kreutza.